# Река в овраге Котоврас
Река в овраге Котоврас — река в Саратовской области, в бассейне Хопра.

## Описание
Длина реки 16 км, площадь водосборного бассейна 84,9 км². Исток в 7 км к юго-востоку от села Малиновка в Аркадакском районе. Течёт по оврагу на запад-юго-запад, среднее и нижнее течение проходит по Балашовскому району, в устьевой части на берегах расположено село Котоврас (единственный населённый пункт в бассейне). Впадает в озёра-старицы в левобережной пойме Хопра вблизи села.
Река пересыхающая, сток реки и притоков зарегулирован. Имеются два моста через реку — в центре села и на окраине (на автодороге Балашов — Пенза).

## Данные водного реестра
По данным государственного водного реестра России относится к Донскому бассейновому округу, водохозяйственный участок реки — Хопёр от истока до впадения реки Ворона, речной подбассейн реки — Хопер. Речной бассейн реки — Дон (российская часть бассейна).
Код объекта в государственном водном реестре — 05010200112107000005919.